# Lawson Robertson

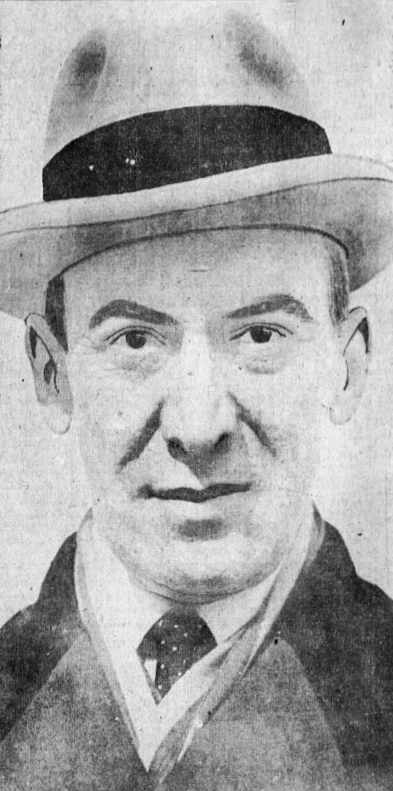
Lawson Robertson (1927)

Lawson Robertson (Lawson N. „Robbie“ Robertson; * 24. September 1883 in Aberdeen, Schottland; † 22. Januar 1951 in Philadelphia) war ein US-amerikanischer Leichtathlet und Trainer.
Bei den Olympischen Spielen 1904 in St. Louis gewann er Bronze im Standhochsprung und wurde Sechster im 100-Meter-Lauf. Über 60 m schied er im Vorlauf aus.
1906 wurde er US-Hallenmeister über 300 Yards. Bei den Olympischen Zwischenspielen in Athen gewann er Silber im Standhochsprung und Bronze im Standweitsprung. Über 100 m und im Fünfkampf wurde er jeweils Fünfter. Über 400 m scheiterte er im Vorlauf.
1908 erreichte er bei den Olympischen Spielen in London über 100 m das Halbfinale. Über 200 m und im Standhochsprung kam er nicht über die Vorrunde hinaus.
Lawson Robertson startete für den Irish American Athletic Club, für den er ab 1909 als Trainer tätig war. Von 1916 bis 1947 betreute er die Leichtathletik-Mannschaft der University of Pennsylvania. 1924 in Paris, 1928 in Amsterdam, 1932 in Los Angeles und 1936 in Berlin war er der Cheftrainer der US-Leichtathletikauswahl.